# Герб Костополя
Герб Косто́поля — офіційний символ м. Костопіль Рівненської області. Затверджений рішенням сесії Костопільської міської ради від 4 липня 2003 року.

## Опис (блазон)
Щит розтятий на дві вертикальні частини, у правому золотому полі — зелений дубовий листок, у лівому синьому — Архангел Михаїл у срібній одежі зі списом у руці.

## Зміст
Дубовий листок указує на багаті природні ресурси та на деревообробне виробництво. Архангел Михаїл відіграє роль Ангела-Хранителя міста.

## Автори
Автори — Ю. П. Терлецький та І. Коленда